# Carl Anton Gyllenram
Carl Anton Gyllenram, född 14 januari 1773 på Skenäs i Östra Husby socken, död 15 mars 1826 i Stockholm, var en svensk författare.
Gyllenram var son till löjtnanten Carl Johan Gyllenram. Han blev student vid Lunds universitet 1789, utnämndes till hovjunkare 1799 och blev tillförordnad auditör vid Stockholms läns lantvärnsbataljon 1809. Gyllenram framträdde som författare bland annat med herdenovellen Timur och Zophry (1793). Gyllenram var en typisk representant för den svenska romantiken, inspirerad av Jean-Jacques Rousseau med inflytande från den tyska romantiska poesin. En omfattande brevväxling med bröderna Gustaf Adolf  och Johan August Gyllenram samt med Carl Christoffer Gjörwell finns bevarad.